# Причинность
Причи́нность — философское и физическое понятие; причинная взаимообусловленность событий во времени. Детерминация, при которой при воздействии одного объекта (причина) происходит соответствующее ожидаемое изменение другого объекта (следствие). Одна из форм отношения, характеризующаяся генетичностью, необходимостью. На основании её понятия строились механистическая картина мира, концепции детерминизма (Лаплас, Спиноза).
Причина (лат. causa) — то, без чего не было бы следствия. Взаимосвязь между причиной и следствием называют причинно-следственной связью.
В качестве синонима иногда используется термин кауза́льность (лат. causalis). Каузальность выполняет важнейшую методологическую роль в научном и повседневно-бытовом познании. В теории управления каузальность характеризует причинную взаимообусловленность и инерционность процессов в управляемых объектах и системах.

## История
Начиная с Юма критикуется за тот пункт, что следствие не всегда содержится в причине либо предпосылке. Отрицая объективность каузальности, Юм указывал на субъективность восприятия её как таковой. Отрицание необходимой каузальности, признание нелинейности развития — важные презумпции в философии постмодерна и синергетике.

### Индуистская философия
Литература ведического периода (ок. 1750—500 до н. э.) основывается на понятии кармы. Карма — это вера, которой придерживаются Санатана Дхарма. Действия человека вызывают определённые эффекты в текущей и/или будущей жизни, положительные или отрицательные. Различные философские школы (даршаны) по-разному описывают этот предмет:
- Доктрина саткарьявады утверждает, что следствие каким-то образом присуще причине. Таким образом, следствие — это реальная или кажущаяся модификация причины.
- Доктрина асаткарьявады утверждает, что следствие не связано с причиной, а является новым возникновением.
- Доктрина Нья для некоторых деталей теории причинности в школе Ньяя.
- В «Брахма-самхите» Брахма описывает Кришну как первопричину всех причин[3].

В «Бхагавад-гите» 18.14 указываются пять причин любого действия (зная, какие действия можно совершить): тело, индивидуальная душа, чувства, усилия и сверхдуша.
Согласно Монье-Вильямсу, в теории причинности Ньяи из Сутры I.2.I, 2 в философии Вайшешики от причинного небытия есть действительное несуществование; но не действительное несуществование из-за причинного несуществования. Причина предшествует следствию.
У метафор нитей и тканей есть три причины:
1. Причина сопричастности: в результате существенного контакта, «существенных причин», нити являются существенными для ткани, что соответствует материальной причине Аристотеля.
2. Несущественная причина: Методы вплетения нитей в ткань, соответствующие формальной причине Аристотеля.
3. Инструментальная причина: инструменты для изготовления ткани, соответствующие действенной причине Аристотеля.

Монье-Вильямс также предположил, что причинность Аристотеля и Нья считается условными агрегатами, необходимыми для производительной работы человека

### Буддийская философия
Буддолог В. Г. Лысенко предполагает, что, вероятно, буддийская теория взаимозависимого возникновения пратитья-самутпада является первой теорией причинности в мире и однозначно первой теорией причинности в Индии. Теория была разработана в попытке уяснить причины страдания и способы избавления от него. Представляет собой объединённое взаимодействие различных причинных факторов или условий для формирования результата.
Существуют следующие формулировки концепции пратитья-самутпады: «Если есть то, значит, есть и это»; «Если нет этого, значит, нет и того»; «Когда есть это, то есть и то, если возникает это, то возникает и то, если это исчезает, то исчезает и то».
Классическим примером описания действия взаимозависимого происхождения является пример с семенем. Когда семя закапывают в землю, оно может стать растением и в итоге принести плоды. Но существует ряд условий, при которых это может произойти. Само семя должно быть здоровым, не иметь повреждений, гнили, не быть недозревшим, перезревшим, засохшим и тому подобным. Посадка семени должна быть верной, после чего необходима систематическая забота о семени: поливка, окучивание, ограждение семени от тяжёлых погодных условий. Земля при этом также должна быть пригодной, питательной и не высушенной. При невыполнении любого из этих условий растение будет слабым или не взойдёт. В итоге кроме наличия семени к условиям всхода растения относится множество разнообразных условий, взаимосвязанных со следствием в собственной оригинальной форме. Все эти причины можно разделить на две категории: непосредственные (хету) и вспомогательные (пратьяя). В качестве непосредственной причины может выступать семя, в качестве вспомогательных причин — земля, солнце и другие причины.
Пратитья-самутпада постулирует, что в мире перерождений всё обусловлено. Каждое явление является условием возникновения для какого-то другого явления и при этом само обусловлено иным явлением. Эти условия при этом являются взаимовоздействующими друг на друга и могут выступать подобно «двум связкам хвороста, опирающимся друг на друга и друг друга поддерживающим».

### Античная философия
Аристотель в своей «Метафизике» изложил учение о четырёх причинах, или началах, усвоенное средневековой схоластикой, но доселе ещё не исчерпанное философским мышлением. При поиске причин бытия, а также любых предметов или явлений вообще, необходимо ставить не один, а четыре различных вопроса, при ответе на которые мы получаем полное понятие о данном предмете.
- Во-первых, мы спрашиваем, из чего суть данный факт, данный предмет; это есть вопрос о субстрате, о под-лежащем, о материи, или материальной причине (греч. ΰλη, греч. ὑποκείμενον, лат. causa materialis)[8][9].
- Во-вторых, спрашивается, от чего или чьим действием произведен данный предмет; это есть вопрос о творящей, производящей причине, или о источнике и начале движения (греч. αρχή της κινήσεως, лат. causa efficiens).
- В-третьих, спрашивается о сущности данного предмета, что он есть; это вопрос об идее, о «чтойности» (греч. τò τί ἧν εἶναι, лат. quidditas), о форме, или формальной причине (греч. είδος, греч. μορφή, лат. causa formalis)[9].
- В-четвёртых, спрашивается о том, ради чего данный предмет существует; это вопрос о цели, или конечной причине (греч. τέλος ου ενεκα, лат. causa finalis).

Недостаток существовавших ранее философских систем Аристотель видел прежде всего в том, что они объясняли мир, не учитывая действие отмеченных им четырёх причин.
- Так, ионийские «физиологи» искали только материальную причину всех явлений, причём одни полагали её в одной стихии, другие — в другой;
- пифагорейцы остановились на формальной причине, которую они находили в арифметических и геометрических определениях;
- Эмпедокл и Анаксагор к материальным стихиям ионийцев присоединили производящую причину, которую первый находил в противоборствующем действии дружественного притяжения и враждебного отталкивания, а второй — в зиждительном действии космического ума;
- Платон, ища, как и пифагорейцы, формальную причину всего существующего, находил её в идеях, по мнению Аристотеля, оставляя без рассмотрения как производящую, так и конечную причины. Платон различает греч. νους от греч. ανάγκη, то есть намеренное действие ума по идее блага (то, что мы называем целесообразностью) от слепого и рокового действия вещественных элементов (то, что мы называем механической причинностью).

Учение Аристотеля о четырёх причинах, или началах, разработанное в его школе, а также у неоплатоников и перешедшее в патристическую и схоластическую философию, получило некоторые усложнения. Стали различать первые причины от вторых, или ближайших (лат. causae secundae seu proximae), явились причины посредствующие (лат. causae mediae), причины орудные (лат. causae instrumentales), причины сопутствующие или сопровождающие (лат. causae concomitantes, у Платона греч. συναιτίαι). При таком обогащении терминологии средневековая мысль не останавливалась равномерно на всех четырёх точках зрения, установленных Аристотелем. К центральной идее — Божеству — применялось преимущественно понятие первой производящей причины (всемогущий Творец), а также причины конечной, или цели (абсолютное совершенство, верховное благо). Причина формальная оставалась здесь сравнительно в тени, а причина материальная вовсе исключалась, так как и для философии признавалось обязательным богословское положение о сотворении мира из ничего.

### Новая философия
Новая философия по отношению к Причине характеризуется трояким стремлением:
1. по возможности сузить круг прямого действия первой производящей Причины, не обращаясь к её единичным и непосредственным актам для объяснения определённых вещей и явлений в мире;
2. устранить изыскание конечных Причин, или целей, из объяснений природы;
3. исследовать происхождение и значение самого явления Причины, в особенности Причины производящей.

В первом отношении замечательна попытка Декарта ограничить творчество Божие одним актом создания материи, из которой действительное мироздание объясняется уже всецело механическим путём, причём, однако, картезианский дуализм между духом и материей, душой и телом заставил некоторых представителей этой школы прибегать к Высшему существу для объяснения взаимной зависимости физических и психических явлений (см. Гейлинкс, Мальбранш, окказионализм, Спиноза).
Во втором отношении во главе противников телеологии стоял Бэкон, выразивший сущность своей мысли в знаменитом афоризме, что конечные причины (в которых предполагалось узнавать намерения Божии относительно того или другого создания) «подобны девам, посвященным Богу: они бесплодны». В третьем отношении анализ причины производящей представляет три историко-философских момента, обозначаемые именами Юма, Канта и Мэн-де-Бирана. Исследуя понятие причины на почве наблюдаемых явлений, Юм пришёл к заключению, что этим понятием выражается только постоянная связь двух явлений, из которых одно неизменно предшествует другому; в таком взгляде просто отрицается самое понятие причины, которое, однако, уже в общем сознании различается и противопоставляется простой временной последовательности: их смешение (post hoc = propter hoc) признается элементарной логической ошибкой, тогда как по Юму propter hoc всецело исчерпывается постоянно наблюдаемым post hoc. Юм при всем своём остроумии не мог убедительно опровергнуть бросающиеся в глаза возражения против его взгляда, каково, например, то, что научно признанная причина дня и ночи — суточное вращение Земли вокруг своей оси, заставляющее её попеременно обращаться к Солнцу той или другой стороной, — должна бы быть, по взгляду Юма, наблюдаемым явлением, постоянно предшествующим дню и ночи, тогда как на самом деле это вращение вовсе не есть наблюдаемое явление, а умственный вывод из астрономических данных, да и никакой последовательности или преемственности во времени между причиной и следствием здесь не имеется, — так что более согласно с точкой зрения Юма было бы признавать причиной дня — предыдущую ночь, причиной ночи — предыдущий день. Вообще, рассуждение Юма несомненно доказывает, что на почве наблюдаемых явлений внешнего мира понятие причины не может быть найдено (см. Юм). Убедившись в этом и сознавая, вместе с тем, основное значение этого понятия для всякой науки, Кант начал свои критические исследования о природе нашего познания, в результате которых причинность вместе с другими основами нашей познавательной деятельности была признана априорным условием этой деятельности, или категорией чистого рассудка (см. Кант). Этим ограждалось общее самостоятельное значение причинной связи, но не определялась её собственная сущность.
Причинности посвящена третья антиномия Канта. Тезис: «Причинность по законам природы есть не единственная причинность, из которой можно вывести все явления в мире. Для объяснения явлений необходимо еще допустить свободную причинность». Антитезис: «Нет никакой свободы, но всё совершается в мире по законам Природы».
Французский философ Мэн-де-Биран пытался подойти к ней на почве внутреннего психологического опыта. Понятие причины, на его взгляд, дано в сознании волевого усилия, которым наше я открывает всякую свою деятельность; этот внутренне нам известный основной акт по аналогии приписывается и существам вне нас. Воззрение Мэна-де-Бирана в некоторых пунктах совпадает с идеями его немецких современников, Фихте и Шопенгауэра. Главный недостаток этого воззрения состоит в отсутствии доказательств того, что наша воля есть подлинная причина наших действий; с уверенностью утверждать можно здесь лишь то, что наша воля некоторым образом участвует в произведении некоторых из наших действий (именно тех, которые могут нам вменяться), или, другими словами, что подлинная причина наших действий в известных случаях связана с нашей волей; но этот несомненный факт ещё не даёт сам по себе никаких указаний ни на существо этой предполагаемой причины, ни на характер её связи с нашей волей, ни на природу причинности как таковой.

### Связь стемпоральностью
Априорная темпоральность (собственно темпоральность) есть взаимосвязь самих моментов времени, эмпирическая темпоральность — причинная взаимообусловленность событий во времени, то есть каузальность.

## Причинность в различных сферах

### В науке

#### Физика
При́нцип причи́нности — один из самых общих физических принципов, устанавливающий допустимые пределы влияния событий друг на друга.
В классической физике это утверждение означает, что любое событие {\displaystyle A(t),\ } произошедшее в момент времени {\displaystyle t,\ } может повлиять на событие {\displaystyle B(t'),\ } произошедшее в момент времени {\displaystyle t',\ } только при условии: {\displaystyle t'-t>0.\ }
Таким образом классическая физика допускает произвольно большую скорость переноса взаимодействий.
Любое событие может оказывать влияние только на события, происходящие позже него и не может оказывать влияние на события, произошедшие раньше него.
При учёте релятивистских эффектов принцип причинности (ПП) должен быть модифицирован, поскольку время становится относительным — взаимное расположение событий во времени может зависеть от выбранной системы отсчёта.
В теории относительности из постулата причинности и независимости скорости света от выбора системы отсчета следует, что скорость любого сигнала не может превышать скорость света.
Таким образом, причинно связанными могут быть лишь такие два события, квадрат интервала между которыми неотрицателен:
{\displaystyle S^{2}=c^{2}(t_{1}-t_{2})^{2}-(x_{1}-x_{2})^{2}\geqslant 0}.
В современной физике элементарных частиц для объяснения некоторых явлений привлекается принцип так называемой обратной причинности.

#### Инженерное дело
Причинно — следственная система представляет собой систему с выходом и внутренними состояниями, которая зависит только от текущих и предыдущих входных значений. Система, которая имеет некоторую зависимость от входных значений из будущего (в дополнение к возможным прошлым или текущим входным значениям), называется акаузальной системой, а система, которая зависит исключительно от будущих входных значений, является антикаузальной системой. Например, акаузальные фильтры могут существовать только как фильтры постобработки, поскольку эти фильтры могут извлекать будущие значения из буфера памяти или файла.

#### Биология, медицина и эпидемиология
Остин Брэдфорд Хилл опирался на работы Юма и Поппера и предложил в своей статье «Окружающая среда и болезнь: ассоциация или причинно-следственная связь?», чтобы такие аспекты ассоциации, как сила, последовательность, специфичность и временность, были рассмотрены при попытке отличить причинные связи от непричинных в эпидемиологической ситуации. (См. Критерии Брэдфорда-Хилла .) Однако он не заметил, что временность является единственным необходимым критерием среди этих аспектов. Ориентированные ациклические графы (DAG) все чаще используются в эпидемиологии для разъяснения причинно-следственного мышления.

#### Психология
Психологи применяют эмпирический подход к причинно-следственной связи, исследуя, как люди и животные, не относящиеся к человеческому роду, обнаруживают или делают выводы из сенсорной информации, предшествующего опыта и врожденных знаний.
Атрибуция
Теория атрибуции — это теория, касающаяся того, как люди объясняют отдельные случаи причинной связи. Атрибуция может быть внешней (приписывание причинности внешнему агенту или силе — утверждение, что какая-то внешняя вещь послужила причиной события) или внутренней (приписывание причинности факторам внутри человека — принятие личной ответственности или ответственности за свои действия и утверждение, что человек несет прямую ответственность. для мероприятия). Если пойти еще дальше на причинно-следственную связь, то тип атрибуции, который человек предоставляет, влияет на его будущее поведение.
Намерение, стоящее за причиной или следствием, может быть охвачено предметом действия.
Причинные силы
В то время как Дэвид Хьюм утверждал, что причины выводятся из не причинных наблюдений, Иммануил Кант утверждал, что у людей есть врожденные предположения о причинах. В области психологии Патриция Ченг попыталась примирить юмистские и кантианские взгляды. Согласно ее теории мощного ПК, люди фильтруют наблюдения за событиями с помощью интуиции, которая позволяет причинам создавать (или предотвращать) их следствия, тем самым выявляя определённые причинно-следственные связи.
Причинно-следственная связь
Наш взгляд на причинно-следственную связь зависит от того, что мы считаем релевантными событиями. Другой способ взглянуть на утверждение «Молния вызывает гром» — это рассматривать и молнию, и гром как два восприятия одного и того же события, а именно, электрический разряд, который мы воспринимаем сначала визуально, а затем на слух.
Именование и причинно-следственная связь
Дэвид Собел и Элисон Гопник из отдела психологии Калифорнийского университета в Беркли разработали устройство, известное как детектор бликов, которое включалось, когда на него помещали какой-либо объект. Их исследования показывают, что «даже маленькие дети легко и быстро узнают о новой причинной силе объекта и спонтанно используют эту информацию для классификации и наименования объекта».
Восприятие стартовых событий
Некоторые исследователи, такие как Анджан Чаттерджи из Университета Пенсильвании и Джонатан Фугелсанг из Университета Ватерлоо, используют нейробиологические методы для исследования нейронных и психологических основ причинно-следственных событий, в которых один объект заставляет другой объект двигаться. Можно управлять как временными, так и пространственными факторами.

#### Статистика и экономика
Статистика и экономика обычно используют ранее существовавшие данные или экспериментальные данные, чтобы сделать вывод о причинно-следственной связи с помощью методов регрессии. Основная часть статистических методов включает существенное использование регрессионного анализа. Обычно линейные отношения, такие как
{\displaystyle y_{i}=a_{0}+a_{1}x_{1,i}+a_{2}x_{2,i}+...+a_{k}x_{k,i}+e_{i}}
постулируется, в котором {\displaystyle y_{i}} это i- е наблюдение зависимой переменной (предположительно вызванной переменной), {\displaystyle x_{j,i}} для j = 1, …, k — i- е наблюдение j- й независимой переменной (предполагается, что это причинная переменная), и {\displaystyle e_{i}} — член ошибки для i- го наблюдения (содержащий комбинированные эффекты всех других причинных переменных, которые не должны коррелировать с включенными независимыми переменными). Если есть основания полагать, что ни один из {\displaystyle x_{j}} обусловлено y, то оценки коэффициентов {\displaystyle a_{j}} получены. Если нулевая гипотеза, что {\displaystyle a_{j}=0} отвергается, то альтернативная гипотеза о том, что {\displaystyle a_{j}\neq 0} и, что то же самое, {\displaystyle x_{j}} причины y не могут быть отклонены. С другой стороны, если нулевая гипотеза, {\displaystyle a_{j}=0} не может быть отвергнута, то эквивалентно гипотеза об отсутствии причинного эффекта {\displaystyle x_{j}} по y не может быть отклонено. Здесь понятие причинности — это понятие сопутствующей причинности, как обсуждалось выше: если истинное значение {\displaystyle a_{j}\neq 0} затем изменение {\displaystyle x_{j}} приведет к изменению y, если какая-либо другая причинная переменная, либо включенная в регрессию, либо неявная в члене ошибки, не изменится таким образом, чтобы точно компенсировать ее влияние; таким образом изменение в {\displaystyle x_{j}} является не достаточным для изменения у . Аналогичным образом изменение {\displaystyle x_{j}} то не является необходимым для изменения у, так как изменение у может быть вызвано чем — то неявное в термине ошибки (или каким — либо другими причинным объясняющим переменным, включенных в модели).
Вышеупомянутый способ проверки причинно-следственной связи требует веры в то, что не существует обратной причинности, в которой y могло бы вызвать {\displaystyle x_{j}} Это убеждение можно установить одним из нескольких способов. Во-первых, переменная {\displaystyle x_{j}} может быть неэкономической переменной: например, если количество осадков {\displaystyle x_{j}} предполагается, что она влияет на фьючерсную цену y некоторого сельскохозяйственного товара, невозможно, чтобы на самом деле цена фьючерса влияла на количество осадков (при условии, что никогда не предпринимается попытка засева облаков). Во-вторых, метод инструментальных переменных может использоваться для устранения любой обратной причинно-следственной связи путем введения роли для других переменных (инструментов), на которые, как известно, не влияет зависимая переменная. В-третьих, можно задействовать принцип, согласно которому последствия не могут предшествовать причинам, путем включения в правую часть регрессии только переменных, которые предшествуют во времени зависимой переменной; этот принцип используется, например, при тестировании причинности по Грейнджеру и в его многомерном аналоге, векторной авторегрессии., оба из которых контролируют запаздывающие значения зависимой переменной при проверке причинных эффектов запаздывающих независимых переменных.
Регрессионный анализ контролирует другие релевантные переменные, включая их в качестве регрессоров (независимых переменных). Это помогает избежать ложных выводов о причинно-следственной связи из-за наличия третьей, лежащей в основе, переменной, которая влияет как на потенциально причинную переменную, так и на потенциально вызванную переменную: ее влияние на потенциально вызванную переменную фиксируется путем прямого включения ее в регрессию, поэтому этот эффект не будет восприниматься как косвенный эффект через потенциально причинную переменную, представляющую интерес. С учетом описанных выше процедур случайная (в отличие от причинной) корреляция может быть вероятностно отклонена, если выборки данных велики и если результаты регрессии проходят перекрестную проверку.тесты, показывающие, что корреляции сохраняются даже для данных, которые не использовались в регрессии. Утверждать с уверенностью, что общая причина отсутствует, а регрессия представляет собой истинную причинную структуру, в принципе невозможно.
Помимо построения статистических моделей данных наблюдений и экспериментов, экономисты используют аксиоматические (математические) модели для вывода и представления причинных механизмов. В микроэкономике доминируют высокоабстрактные теоретические модели, которые изолируют и идеализируют один механизм. В макроэкономике экономисты используют широкие математические модели, откалиброванные на исторических данных. Подгруппа откалиброванных моделей, динамические стохастические модели общего равновесия (DSGE-модели), используются для представления (в упрощенном виде) всей экономики и моделирования изменений в налогово-бюджетной и денежно-кредитной политике.

### Управление
Для контроля качества на производстве в 1960-х годах Каору Исикава разработал причинно-следственную диаграмму, известную как диаграмма Исикавы или «диаграмма рыбьей кости». Диаграмма делит причины, например, на шесть основных категорий, показанных здесь. Затем эти категории делятся на подгруппы. Метод Исикавы выявляет «причины» в ходе мозговых штурмов, проводимых между различными группами, участвующими в производственном процессе. Затем эти группы можно пометить, как категории на диаграммах. Использование этих диаграмм вышло за рамки контроля качества, и они используются в других областях управления, а также в проектировании и моделировании. Диаграммы Исикавы подвергались критике за то, что не делали различий между необходимыми условиями и достаточными условиями. Вероятно, что Исикава даже не осознавал этого различия.

### Гуманитарные науки

#### Закон
Согласно закону и судебной практике, должны быть продемонстрированы правовые основания для привлечения ответчика к ответственности за преступление. Необходимо доказать, что причинно-следственная связь или «достаточная причинная связь» связывает действия обвиняемого с рассматриваемым преступным событием или ущербом. Причинно-следственная связь также является важным юридическим элементом, который должен быть доказан для того, чтобы соответствовать критериям применения средств правовой защиты в соответствии с правом международной торговли.